# Нільтава вогниста

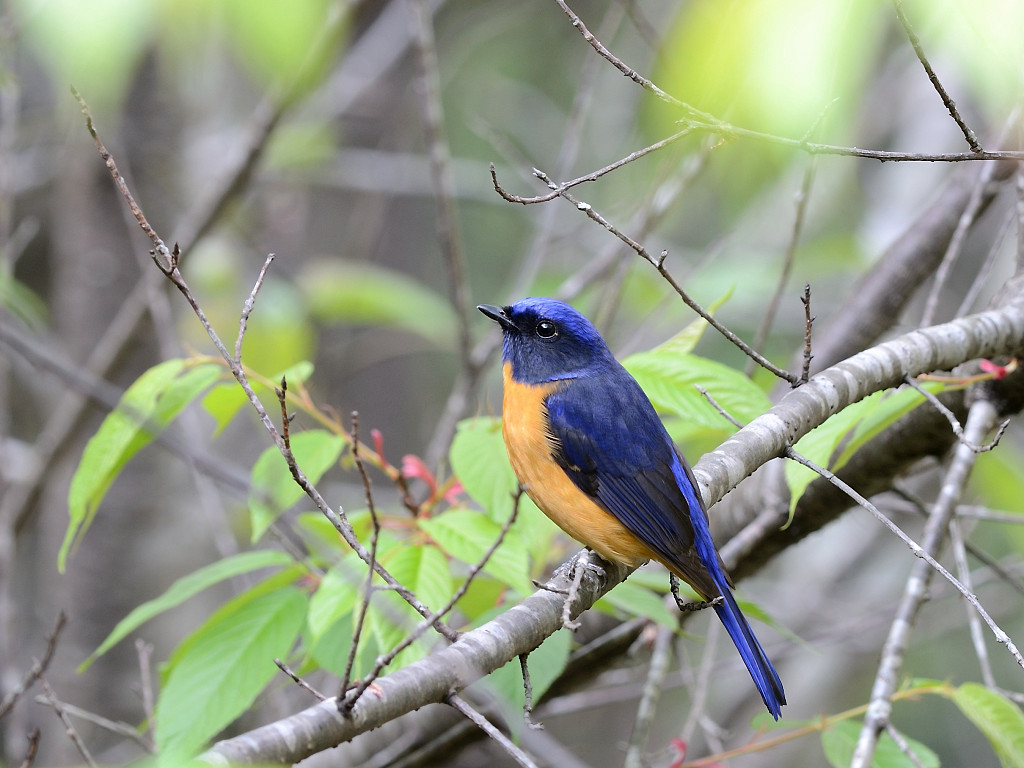
Вогниста нільтава (Тайчжун, Тайвань)

Нільтава вогниста (Niltava vivida) — вид горобцеподібних птахів родини мухоловкових (Muscicapidae). Ендемік Тайваню. Niltava oatesi раніше вважався підвидом вогнистої нільтави.

## Опис
Довжина птаха становить 16 см. У самців верхня частина тіла темно-синя, тім'я і хвіст яскраво-сині, горло і обличчя чорні, нижня частина тіла яскраво-руда. Самиця має непримітне, оливково-коричнювате забарвлення, нижня частина тіла у неї світліша, горло світло-охристе, тім'я сірувато-коричневе.

## Поширення і екологія
Вогнисті нільтави живуть в гірських тропічних лісах Тайваню. Зустрічаються на висоті від 900 до 2600 м над рівнем моря.

## Збереження
МСОП класифікує цей вид як такий, що не потребує особливих заходів зі збереження. За оцінками дослідників, популяція вогнистих нільтав становить від 20 до 50 тисяч птахів.